# Les Dix Commandements (film, 1923)
Pour les articles homonymes, voir Les Dix Commandements.
Cet article concerne le film de 1923 ; pour son remake de 1956, voir Les Dix Commandements (film, 1956)
Pour plus de détails, voir Fiche technique et Distribution.
Les Dix Commandements (The Ten Commandments) est un film muet épique américain réalisé par Cecil B. DeMille, sorti en 1923.

## Synopsis
Dans sa première partie, le film raconte l'épisode biblique de la captivité des Hébreux en Égypte à l'époque du pharaon Ramsès II (Charles de Rochefort), leur exode vers la Terre Promise, la traversée de la Mer Rouge, Moïse (Theodore Roberts) recevant les tables des Dix Commandements.
La seconde partie se situe dans les années 1920. Elle relate l'histoire des deux fils d'une femme bigote (Edythe Chapman), l'un mauvais garçon (Rod La Roque), l'autre sérieux (Richard Dix), qui convoitent tous deux la même jeune femme.

## Fiche technique
- Titre : Les Dix Commandements
- Titre original : The Ten Commandments
- Réalisation : Cecil B. DeMille
- Assistant mise en scène : Cullen Tate (en)
- Scénario : Jeanie Macpherson
- Production : Cecil B. DeMille
- Copyright by Famous Players-Lasky Corporation
- Société de production : Paramount Pictures
- Photographie : Bert Glennon, J. Peverell Marley, Archie Stout, J. F. Westerberg et Ray Rennahan (non crédité)
- Montage : Anne Bauchens
- Musique : Hugo Riesenfeld
- Musique pour l'édition DVD : Gaylord Carter jouée sur un orgue Wurlitzer en stéréo.
- Direction artistique : Paul Iribe
- Décors : Mitchell Leisen
- Costumes : Howard Greer et Clare West
- Effets spéciaux : Roy Pomeroy
- Pays de production :  États-Unis
- Format : Noir et blanc / Couleur (Colorisation manuelle des scènes de l'exode et du partage des eaux) - Film muet
- Genre : Péplum
- Durée : 136 minutes
- Dates de sortie : 
  - États-Unis : 23 novembre 1923
  - France : 18 décembre 1924

## Distribution
- Theodore Roberts : Moïse
- Charles de Rochefort (crédité sous le nom de Charles de Roche[1]) : Ramsès II
- Estelle Taylor : Myriam, la sœur de Moïse
- Julia Faye : La femme du pharaon
- James Neill : Aaron, frère de Moïse
- Lawson Butt : Dathan
- Pat Moore : Le fils du pharaon
- Richard Dix : John McTavish
- Rod La Rocque : Dan McTavish
- Edythe Chapman : Mme Martha McTavish
- Leatrice Joy : Mary Leigh
- Nita Naldi : Sally Lung, une eurasienne
- Noble Johnson : L'homme de bronze (prologue)
- Clarence Burton : Le surveillant (prologue)
- Robert Edeson : Redding, un inspecteur
- Charles Ogle : le Docteur
- Agnes Ayres : une femme perdue

Et, parmi les acteurs non crédités :
- Arthur Edmund Carewe : Esclave israélite
- Gino Corrado : Esclave israélite
- Louise Emmons : Israélite âgée
- Charles Farrell : Esclave israélite
- Rex Ingram : Esclave israélite
- Roscoe Karns : Jeune homme sous la pluie
- Guy Oliver : homme dans le wagon
- Wilson Benge : le majordome
- Eugene Pallette : Esclave israélite
- Virginia Bradford

## Autour du film

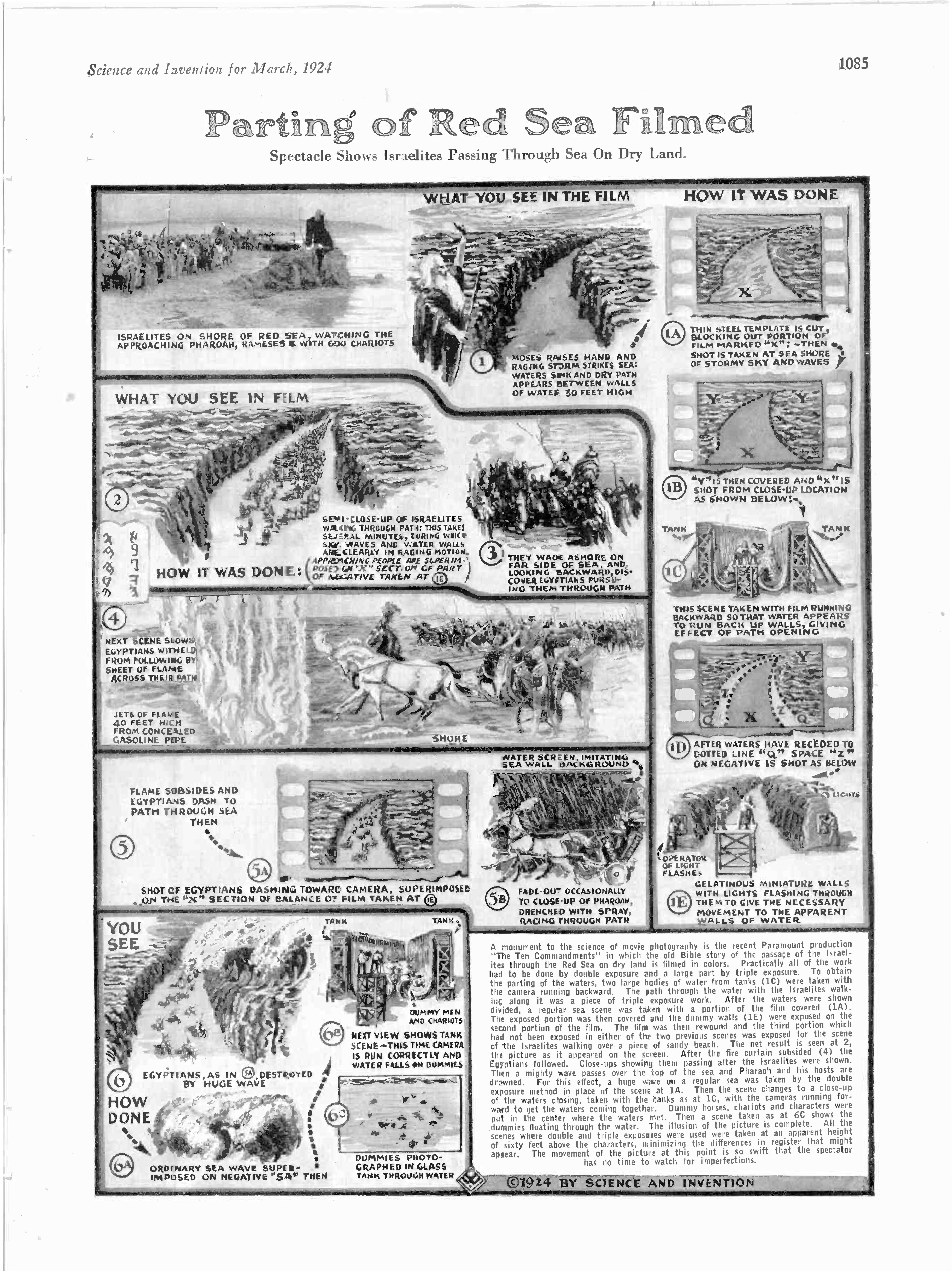
Article sur un effet spécial du film dans Science and Invention.

Les Dix commandements est le quarante-cinquième film de Cecil B. DeMille. Pour la première fois de sa carrière, DeMille signe une œuvre biblique, genre qu'il abordera à nouveau avec Le Roi des rois en 1927, Le Signe de la croix en 1932, Samson et Dalila en 1949 et finalement une nouvelle version des Dix Commandements en 1956.
L'idée de faire un film portant sur les dix commandements ne vient pas de DeMille lui-même. Pour l'aider à choisir le sujet de son prochain film, DeMille avait décidé d'organiser un concours ouvert au grand public et visant à récompenser la personne qui lui proposerait le meilleur thème. Il porta son choix sur la suggestion d'un participant qui écrivit : « Vous ne pouvez briser les dix commandements. Ce sont eux qui vous briseront ».
Initialement budgeté à six-cent mille dollars, Les Dix commandements coûtera finalement 1 475 836 dollars  et en remporta trois fois plus. Pour reconstituer la ville du pharaon, des décors gigantesques, conçus par Paul Iribe, ont été construits dans les dunes de Guadalupe près de Los Angeles. Certaines scènes ont été tournées en Technicolor, procédé nouveau à l’époque. 2 500 figurants ont été engagés et 3 000 animaux furent employés, notamment pour les scènes montrant le départ des Hébreux et leurs poursuivants égyptiens. En 2012 et en 2014, des fouilles archéologiques menées à Guadalupe ont permis d'exhumer certains éléments de décor conçus pour le film et que l'on croyait perdus.
Les deux segments du film ne sont pas d'égale longueur. La portion consacrée à l'histoire de Moïse prend à peu près 45 minutes alors que la section contemporaine, nettement moins spectaculaire, dure autour de 80 minutes. À sa sortie, le film obtient un très grand succès. La critique et le public ont surtout apprécié les scènes bibliques, la partie contemporaine passant un peu inaperçue.
Des effets spéciaux originaux ont été utilisés. Les murailles d'eau de la Mer Rouge pour laisser le passage aux Hébreux sont réalisées de bandes de gélatine en mouvement.

## Sources et bibliographie
- Alessandro Mercuri, HOLYHOOD vol. 1 — Guadalupe, California, éditions art&fiction, collection ShushLarry, 2019,  (ISBN 978-2-940570-55-3)